# Casa de la Torre del Reloj (Puente Tocinos)
La Casa del Reloj, ubicada en el Carril de la Torre en la pedanía murciana de Puente Tocinos. De arquitectura barroca popular es un inmueble también denominado Torre de los Ayllón o popularmente conocido como la Torre del Reloj o Casa del Reloj, siendo el edificio más antiguo de la pedanía. Fue levantado a mediados del siglo XVIII como
vivienda familiar de una familia noble y consta de 2 plantas con una superficie total de 635 metros cuadrados sobre una parcela de 1.175 metros cuadrados. Vinculada en otros tiempos a la explotación agrícola y sericícola actualmente alberga la Casa del Belén de la Región de Murcia como museo de artesanía belenista.
La casa la construye don Diego Ayllón Mula para que sirva de residencia de su hijo mayor que se casará con Ana Ramírez de Carrión (señorita de la burguesía murciana y bisnieta de un grande de España; tenía tanto títulos que no se podían contar con los dedos de las manos).
En esa época, la casa quedaba en las afueras del pueblo en una zona con mucha vegetación y mucha agua que atraía a la fauna menor de la zona como zorras, jabalíes y topos.

## La torre, el escudo y el reloj de sol

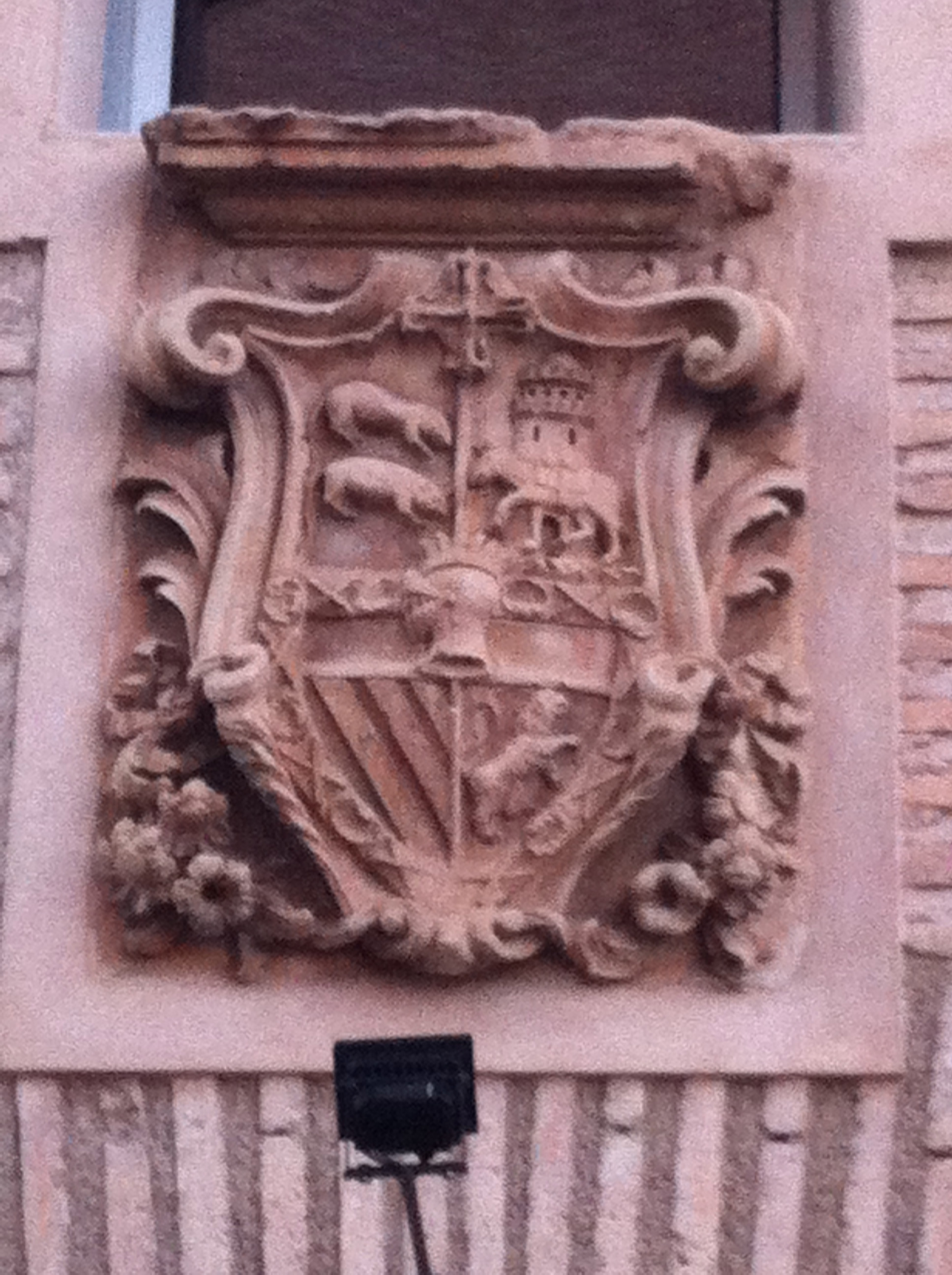
Escudo de Ayllón situado en la Casa de la Torre de Puente Tocinos

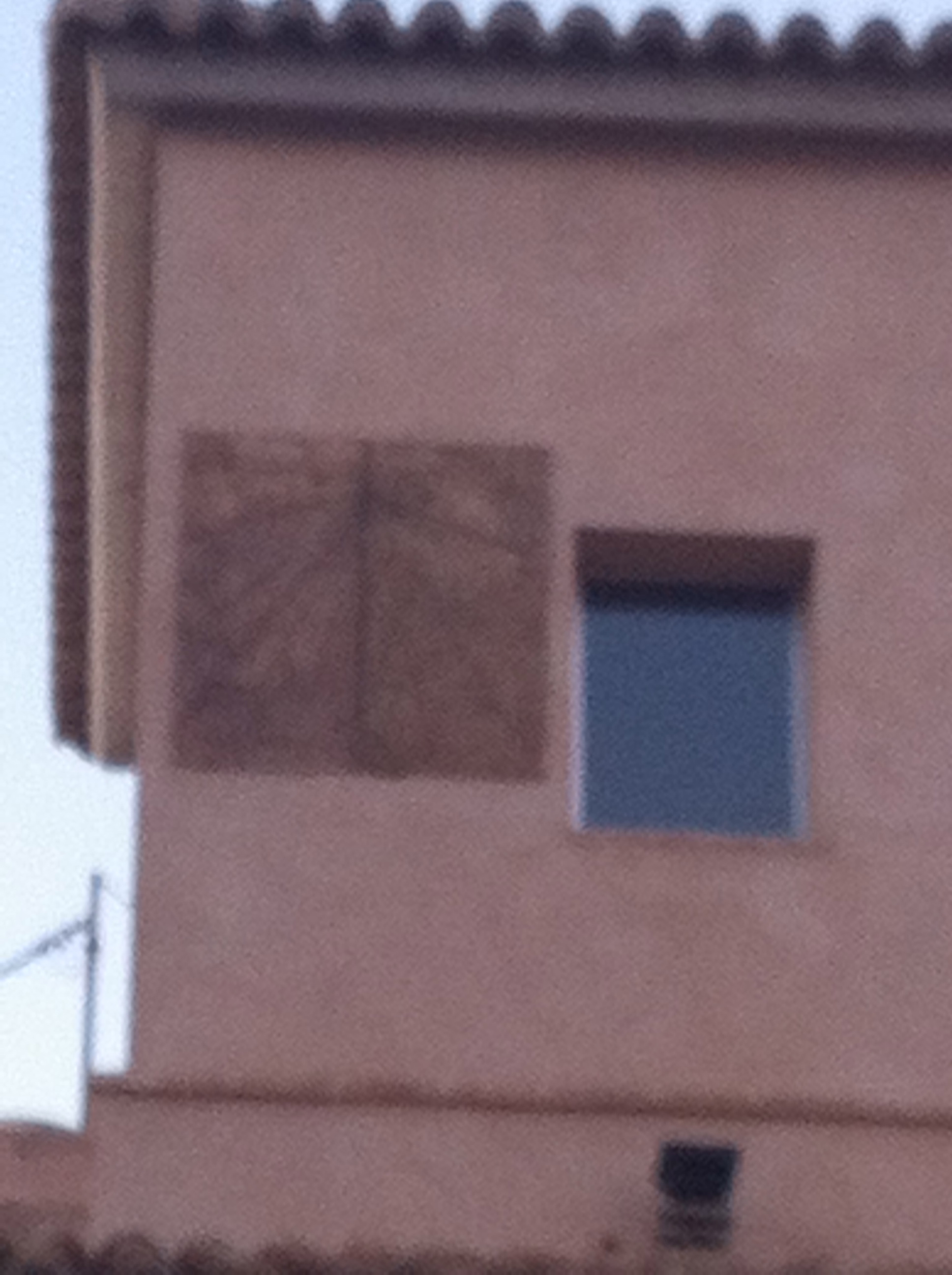
Reloj de sol situado en la Torre de la Casa del Belén

La Torre del Reloj está catalogada con un grado de protección 2, ya que cuenta con elementos ornamentales de gran valor, como el escudo heráldico labrado en piedra con las armas de los Ayllón y el reloj de sol situado en la torre.
El escudo se encuentra presidiendo la Torre e incluye varios símbolos de la familia Ramírez de Carrión; también se representa en él la fauna menor de la zona, como por ejemplo la mula, y el topo; y la flora, con moreras e higueras.. Lleva una serie de orlas, frutas: naranjas, limones, granadas, flores, membrillos.
En la parte superior está coronado por la cruz de Calatrava, ya que los ancestros de esta familia pertenecían a esta orden.
El reloj de sol, situado en la torre, se trata de un reloj vertical declinante, ya que la pared no mira exactamente al sur, sino que se desvía 21º al levante. El reloj no es simétrico, estando el centro desplazado hacia el este.

## Las familias
Los señores de Ayllón unen la familia con los de Carrión. Los Carrión tenían dinero y los Ayllón tenían títulos y tierras pero no tanto dinero. A pesar de que la señorita Ana era muy guapa, culta, mimada y con mucho carácter. Cuando se va a casar con el hijo de los Ayllón, sus padres aceptan la boda temiendo que se quede soltera. 
La boda se celebró en la capilla de los Vélez de la Catedral de Murcia , a la salida de los novios a la plaza les tocó una marcha la banda municipal de Murcia, porque el padre del novio trabajaba como escribano en el ayuntamiento.  A la boda asistieron políticos, militares, y comerciantes de la flor y nata de la ciudad. Fue la boda del año de la ciudad.

## Otros inmuebles
De las 7 torres que había en el Puente de los Tocinos, era esta la más importante. Tenía muchas actividad, varios criados y los dominios de la Torre llegaban cerca del Río Segura. Ahora, aún se conserva restaurada la Torre de los Villescas que la mandó construir el conde de Roche durante los años 1790-1800. Otras torres que ya han desaparecido son la de Buendía, Conde de Roche, Peñas, Los Mellizos, De la Manresa, Carmela.

## Punto de reunión Social y Cultural
La Torre era famosa porque allí se celebraban numerosos acontecimientos sociales: En Navidad se representaban Autos de Reyes en la puerta de la Casa con la participación de los Auroros. En junio la noche de San Juan y en la época de la cosecha del maíz los desperfolles que se convertían en auténticas fiestas con jarras de vino, tostones, y bailes de jotas, malagueñas y parrandas.
En estos eventos al caer la noche la iluminación consistía en poner montones de candiles de aceite y quinqués de gas colgados con púas en la fachada.

## Mediados delsigloXX
En 1950, Pepe Marín Baeza, vecino del lugar, recuerda ir de merienda a los alrededores de la Torre a jugar en un auténtico vergel lleno de moreras, higueras, palmeras, naranjos. A los niños les gustaba disfrutar viendo como al atardecer todos los animales de corral se recogían ellos solos en los corrales: pavos, pollos camperos, capones, patos, americanas.  También recuerda la amabilidad de la señora de la familia Abellán que siempre decía: "niños, ¿queréis merendar?" , les ofrecía pan casero en rebanadas untado con miel de sus orzas. Además de ser una delicia permitía aplacar el hambre de esa época. 

## Restauración
Con el paso de los años la Casa de la Torre fue envejeciendo, los dueños se fueron y quedó abandonada, los jóvenes se preguntaban por qué el pueblo no adquiría la Torre para desarrollar allí actividades culturales: En 1970 el trovero local conocido como "El Repuntín" decide hablar con la los propietarios que en ese momento son la familia de los Abellanes, pero no era el momento ya que no se disponía de los recursos económicos necesarios para su compra.
Con el paso de los años y con el impulso de la Junta Municipal, de su presidente don Enrique Cano Pina y de la diputada regional doña María José Nicolás Martínez se pudo adquirir y restaurar el inmueble para convertirlo en un espacio público que desde diciembre de 2013 alberga al museo "Casa del Belén de la Región de Murcia".
El proyecto de rehabilidación lo ha dirigido el arquitecto don Guillermo Jiménez Granero. La financiación ha sido posible gracias a un convenio entre la Comunidad Autónoma de la Región de Murcia, Argem y la Concejalía de Cultura del Ayuntamiento de Murcia.
La primera piedra se coloca el 13 de octubre de 2010, al acto asisten el alcalde de la ciudad don Miguel Ángel Cámara y el presidente don Ramón Luis Valcárcel.
Actualmente la Casa de la Torre es un lugar para divulgar la industria artesanal del belén de la Región de Murcia y ofrecer a la ciudad de un espacio dedicado exclusivamente a recuperar y promocionar el oficio de artesano belenísta.